# Greve de fome
Greve de fome é a cessação voluntária da alimentação por parte de um indivíduo, normalmente como forma de protesto político.
A atitude médica perante pessoas em greve de fome é diversa, variando entre forçar a alimentação, por exemplo através de sonda gástrica, até o simples acompanhamento em respeito à vontade do protestante.
Nos casos em que uma entidade (normalmente o estado) tem ou pode obter a custódia do grevista (como um prisioneiro), a greve de fome é frequentemente encerrada pela entidade de custódia por meio do uso de alimentação forçada. Uma pessoa pode conseguir estar em greve de fome, bebendo unicamente água, por um período de aproximadamente 80 dias, após o qual acontecerá a morte por inanição.

## Visão médica
Nos primeiros três dias, o corpo ainda está usando energia da glicose. Depois disso, o fígado é iniciado o processamento de gordura corporal, de um processo chamado de cetose. Depois de esgotar a gordura, o corpo entra em um "modo de fome".  Nesse ponto, o corpo "mina" os músculos e órgãos vitais em busca de energia, e a perda da medula óssea pode ser fatal. Existem exemplos de greves de fome que morreram após 46 a 73 dias de greve, por exemplo, a greve de fome irlandesa de 1981.

## Situação legal
O Artigo 8 da Declaração de Tóquio da Associação Médica Mundial de 1975 afirma que os médicos não estão autorizados a alimentar os grevistas à força. Eles devem compreender os desejos de independência do prisioneiro e é recomendável ter uma segunda opinião quanto à capacidade do prisioneiro de compreender as implicações de sua decisão e ser capaz de obter consentimento informado.
Quando um prisioneiro recusa a alimentação e é considerado pelo médico como capaz de formar um julgamento perfeito e racional sobre as consequências de tal recusa voluntária de alimentação, ele ou ela não deve ser alimentado artificialmente. A decisão quanto à capacidade do preso para formar tal julgamento deve ser confirmada por pelo menos um outro médico independente. As consequências da recusa de alimentação devem ser explicadas pelo médico ao preso.
A Associação Médica Mundial (WMA) revisou e atualizou recentemente sua Declaração de Malta sobre os Grevistas. Entre muitas mudanças, afirma inequivocamente que a alimentação forçada é uma forma de tratamento desumano e degradante em seu Artigo 21.

A American Medical Association (AMA) é membro da WMA, mas os membros da AMA não estão vinculados às decisões da WMA, pois nenhuma das organizações tem poderes legais formais. A AMA endossou formalmente a Declaração de Tóquio da WMA e escreveu várias cartas ao governo dos EUA e fez declarações públicas em oposição ao envolvimento de médicos dos EUA na alimentação forçada de grevistas em violação da ética médica. O Código de Regulamentações Federais dos Estados Unidos. A regra sobre greves de fome de prisioneiros declara: "É responsabilidade do Bureau of Prisons monitorar a saúde e o bem-estar dos presidiários e garantir que os procedimentos sejam seguidos para preservar a vida". Além disso, estipula que quando "existe uma necessidade médica de tratamento imediato de uma situação de risco à vida ou à saúde, o médico pode ordenar que o tratamento seja administrado sem o consentimento do recluso".